# ヤコバス・ニコラース・ウェスタホーヴェン
ヤコバス・ニコラース・ウェスタホーヴェン（Jacobus Nicolaas Westerhoven、1947年8月16日 - ）は、オランダ王国出身の文学研究者・翻訳家。専門は、アメリカ文学・日本文学・翻訳学。弘前大学教育学部英語教育講座教授。
研究の概要は「19世紀後半のレアリズムの発展とウィリアム・ディーン・ハウエルズの役割」である。
「Jacques Nicolaas Westerhoven」（ジャック・ニコラース・ウェスタホーヴェン）と表記する場合もあり、省略してジャック・ウェスタホーヴェン（ジャック・ウェスタホーベン）の場合もある。英語の著書で「James N. Westerhoven」「James Westerhoven」（ジェームズ・ウェスタホーヴェン）を使用する。
1975年から日本の弘前大学で教育学部教員を務め、イギリス文学・アメリカ文学、英語、国際理解、コミュニケーション等を教える。日本では「日本アメリカ文学会」・「アメリカ学会」・「青森県英語教育学会」に、アメリカ合衆国では「Modern Language Association」に所属。
1998年に弘前大学教育学部助教授に就任。1999年から、ウィリアム・ディーン・ハウエルズとアメリカ文学のレアリズムの発展をテーマにする。2000年から2003年の研究テーマは、日本の小説家村上春樹の小説『ねじまき鳥クロニクル』のオランダ語訳である。
2000年10月、奥泉光の芥川賞受賞小説『石の来歴』のオランダ語訳『De stenen getuigen』（1998年に翻訳出版）により、講談社主催の第11回野間文芸翻訳賞を受賞。翻訳の分野では、日本文学のオランダ語訳、英語訳での業績の他、アメリカ文学の日本語への翻訳を模索している。2002年から2005年は、国際共同研究として、「日本近現代文学における津軽文化に関する研究及び海外への紹介」をテーマにした。
趣味はワイン、特にイタリアワイン。
自身の豊富な学習体験と現場での教育経験から、外国語学習を楽器（特にピアノ）の練習にたとえて説明することが多い。すなわち、毎日の継続的な訓練こそ上達への近道だと主張する。
非常に流暢な日本語を話すが、英語教育講座の学生と話す際は一貫して英語を用いる。

## 来歴
- 1968年 オランダのライデン大学文学部英語科を卒業。
- 1970年 ライデン大学文学部英語科大学院を修了。
- 1970年 オランダハーグ市の私立中学校St. Jans Collegeにて英語の教師を務める。翌年まで。
- 1971年 アメリカ合衆国のペンシルベニア大学大学院英米文学専攻課へ入学。
- 1975年 ペンシルベニア大学大学院英米文学専攻課を単位取得満期退学。日本の弘前大学教育学部の外国人教師に就任。
- 1998年 弘前大学教育学部の助教授に就任。
- 2000年 日本の文学賞野間文芸翻訳賞を受賞。
- 2002年 弘前大学教育学部の教授に就任。
- 2006年 弘前大学教育学部附属幼稚園の園長に就任。教育学部教授と兼任。
- 2009年 弘前大学教育学部附属幼稚園の園長を任期満了にて退任。教育学部教授は継続。

## 著書
翻訳書
- 太宰治
  - 『The Dandy's Progress』（英語訳『おしゃれ童子』） 弘前大学教育学部紀要 1982年9月
  - 『Return to Tsugaru: Travels of a Purple Tramp』（英語訳『津軽』） 講談社インターナショナル 1985年1月

- 谷崎潤一郎
  - 『Kruisende lijnen』（オランダ語訳『卍』） Meulenhoff 1989年9月
  - 『Stille sneeuwval』（オランダ語訳『細雪』） Meulenhoff 1994年1月
  - 『Visioenen van een wandelend skelet』（オランダ語訳『青い花』） Meulenhoff 1995年

- 三島由紀夫
  - 『Drie verhalen』（オランダ語訳『憂国』『橋ずくし』『真珠』） Meulenhoff 1990年
  - 『Fonteinen in de regen』（オランダ語訳『雨の中の噴水』） Meulenhoffの雑誌『De Gids』 1996年11月

- 村上春樹
  - 『De jacht op het verloren schaap』（オランダ語訳『羊をめぐる冒険』） Bert Bakker 1991年5月
  - 『De opwindvogelkronieken』（オランダ語訳『ねじまき鳥クロニクル』） Atlas 2000年-2003年
  - 『Een stoomfluit midden in de nacht』（オランダ語訳『夜中の汽笛について、あるいは物語の効用について』『加納クレタ』『双子と沈んだ大陸』） 2003年
  - 『De olifant verdwijnt』（オランダ語訳『象の消滅』） Atlas 2005年4月　ISBN 90-450-1511-0
  - 『After Dark』（オランダ語訳『アフターダーク』） Atlas 2006年2月
  - 『Kafka op het strand』（オランダ語訳『海辺のカフカ』） Atlas 2006年9月
  - 『Na de aardbeving』（オランダ語訳『神の子どもたちはみな踊る』） Atlas 2008年1月
  - 『1q84 Boek een』（オランダ語訳『1Q84 BOOK1』） Atlas 2010年　ISBN 978-90-450-9861-6
  - 『1q84 Boek twee』（オランダ語訳『1Q84 BOOK2』） Atlas 2010年　ISBN 978-90-450-2330-4
  - 『1q84 Boek drie』（オランダ語訳『1Q84 BOOK3』） Atlas 2011年2月17日　ISBN 978-90-450-2420-2
  - 『De Broodjesroofverhalen』（オランダ語訳『パン屋を襲う』） Atlas 2012年11月17日　ISBN 978-90-254-4054-1
  - 『De kleurloze Tsukuru Tazaki en zijn pelgrimsjaren』 （オランダ語訳『色彩を持たない多崎つくると、彼の巡礼の年』）Atlas 2014年1月9日
  - 『Mannen zonder vrouw』 （オランダ語訳『女のいない男たち』）Atlas 2016年3月1日

- 新田次郎
  - 『Death March on Mount Hakkoda』（英語訳『八甲田山死の彷徨』） Stone Bridge Press 1991年10月

- 大江健三郎
  - 『Schreeuwen in de nacht』（オランダ語訳『叫び声』） Meulenhoff 1996年9月

- 奥泉光
  - 『De stenen getuigen』（オランダ語訳『石の来歴』） Meulenhoff 1998年1月
  - 『The Stones Cry Out』（英語訳『石の来歴』） Harcourt Brace 1999年1月

共著
- 『Voices from the Snow Tsugaru in Legend, Literature, and Fact』 弘前大学出版会 2009年9月 ISBN 978-4-902774-50-4

論文等
- 「Autobiographical Elements in the Camera Eye」 - Duke University Pressの雑誌『American Literature』 48巻 1976年12月
- 「Time Streams in As I Lay Dying A Key to an Interpretation?」 - 日本アメリカ文学会東北支部『東北アメリカ文学研究』6号 1982年
- 「Paterson V Coda or Continuation?」 - 弘前大学教育学部紀要77号 1997年3月
- 「Beauty and Language in Paterson」 - 弘前大学教育学部紀要78号 1997年10月
- 「Poets and the World: Walt Whitman and the German Expressionists」 - 弘前大学教育学部紀要79号 1998年3月
- 「"Some Shouted His Name": God, Suffering, and Charity in "The Fixer"」 - 日本アメリカ文学会東北支部『東北アメリカ文学研究』22号 1998年
- 「De tweede broodjesroof」 - Meulenhoffの雑誌『De Gids』167巻10号 2004年10月
- 「Er sprongen zeven kikkertjes: Biologische belemmeringen in de haikuliteratuur」 - Meulenhoffの雑誌『De Gids』168巻5号 2005年5月
- 「Life with the Tsugaru Shamisen: An Interview with Yamada Chisato」 - 『地域学』3巻 2005年6月
- 「Past, Present, and Future of Tsugaru Shamisen: An Interview with Matsuki Hiroyasu and Nishikawa Yoko.」 - 『地域学』7巻2009年3月